# Jakubova Voľa
Jakubova Voľa (maďarsky Jakabfölde) je obec na Slovensku v okrese Sabinov. Sousední obce jsou: Rožkovany na západě, Červenica pri Sabinove na severu, Uzovské Pekľany a Uzovský Šalgov na jihu, Pečovská Nová Ves na východě.
Jakubova Voľa patří podle administrativního členění do okresu Sabinov, který spadá do Prešovského kraje. Počet obyvatel obce je 416, počet domů je 121. Matriční úřad se nachází v Pečovské Nové Vsi, daňový úřad je v Sabinově, okresní úřad je v Sabinově, úřad životního prostředí je v Sabinově, okresní soud je v Prešově, úřad práce, sociálních věcí a rodiny je v Sabinově.

## Poloha
Katastrální území obce Jakubova Voľa leží na severních svazích pohoří Bachureň (severní část) a Spišsko-šarišské medzihorie (jižní část) v údolí řeky Torysy, 7 km na severozápad od Sabinova. Nejvyšší bod v katastru obce je kóta 777 m nad mořem – vrch Kohút.
V obci končí vedlejší cesta III. třídy, která se připojuje na hlavní cestu I / 68 Prešov-Stará Ľubovňa-Piwniczna (Polsko) v obci Červenica při Sabinově. Železniční trať Košice-Muszyna je vzdálena od středu obce cca 800 m.

## Geologická stavba
Katastrální území obce se nachází na terciérních a kvartérních sedimentech, které jsou zastoupeny oligocénnymi pískovci, slepenci a méně jílovci, které tvoří karpatský flyš.

## Georeliéf
Georeliéf území obce představuje erozní-tektonickou depresi obklopenou pohořími. Georeliéf má převážně středohorský charakter. Severní část katastru je na nivě, terasách a svazích vyšší pahorkatiny, kterou tvoří centrálně-karpatský flyš.
Podle geomorfologického členění Slovenska patří území Jakubove voľe do Alpsko-himálajské soustavy, do podsestavy Karpaty a provincie Západní Karpaty, v rámci kterých dále patří do subprovincie Vnější Západní Karpaty a do její Podhôľno-magurské oblasti. V této oblasti se území obce rozkládá na severních svazích Bachura a jižní části Spišsko-Šarišského Medzihorie.

## Vodstvo
Přes katastrální území obce protékají tři stálé povrchové toky: Torysa, Voliansky potok, Kohút. Území je součástí povodí Hornádu.

## Půdy
Převládají tyto půdní typy: ve vyšších polohách – v lesích a lukách – kambizemě typické nasycené, doprovodné andozemě, kambizemní rankery a rankery. U řeky Torysy a ojediněle i při obou potocích se nacházejí pseudoglejové nasycené kambizemě.

## Historický vývoj
První písemná zmínka z roku 1315 říká, že král Karel Robert z Anjou dal v roce 1312 šlechtici Rikolfovi za vojenské zásluhy mimo jiné i les jižně od vesnice Červenica, nad pravým břehem Torysy . Na darovaném majetku začali zakrátko budovat vesnici. Vesnici dali název Jakubova Ves (Jacabfolua).
Jižně nad Jakobovou voľou je kopec s výraznou plošinou a s lokálním názvem Hradisko. V minulosti, za dob povelkomoravského období tam stálo opevněné hradiště. V současnosti jsou již jen velmi těžko znatelné stopy po něm. Jakubova Voľa tehdy ještě neexistovala. Vývoj názvu vesnice se měnil během různých období: 1315 – Jacabfolua, 1330-32 – Jacobsdorf, 1474 – Wolyajacabfalwa, 15. století – Jacabfalua, 16. století – Wolya, Jakabwolya, 1808 – Jakubova Wola, 1850 – Jakubova Voľa.

## Adresa
Obec Jakubova Voľa má povahu zemědělského sídla, předurčeného už svým historickým vývojem. V obci se nenachází žádný průmyslový či výrobní podnik. Kdysi byla v obci velká pila, která po politickém převratu v roce 1989 zanikla. Obec má 121 domů, z toho je 7 opuštěných. V obci stojí původně románský kostel sv. Michala z 13. století. Po rozsáhlé přestavbě v 70. letech 20. století se z původní stavby zachovala už jen půlkruhová apsida s gotickými freskami v interiéru. V katastrálním území obce, v oblasti Čubrík, jsou situovány dva hřbitovy, nový a starý. Obec je složena ze tří hlavních ulic. Má vlastní kulturní dům, základní školu pro 1. – 3. ročník a mateřskou školu.